# Municipio de Cominto
El municipio de Cominto (en inglés: Cominto Township) es un municipio ubicado en el condado de Drew en el estado estadounidense de Arkansas. En el año 2010 tenía una población de 422 habitantes y una densidad poblacional de 3,21 personas por km².

## Geografía
El municipio de Cominto se encuentra ubicado en las coordenadas 33°33′44″N 91°39′6″O / 33.56222, -91.65167. Según la Oficina del Censo de los Estados Unidos, el municipio tiene una superficie total de 131.52 km², de la cual 127,21 km² corresponden a tierra firme y (3,28 %) 4,31 km² es agua.

## Demografía
Según el censo de 2010, había 422 personas residiendo en el municipio de Cominto. La densidad de población era de 3,21 hab./km². De los 422 habitantes, el municipio de Cominto estaba compuesto por el 92,42 % blancos, el 4,03 % eran afroamericanos, el 0,71 % eran amerindios, el 1,42 % eran de otras razas y el 1,42 % eran de una mezcla de razas. Del total de la población el 1,9 % eran hispanos o latinos de cualquier raza.